# Judit Gisbert i Ester
Judit Gisbert i Ester (Solsona 1975) és una política catalana, diplomada en Dietètica i Alimentació, i actual alcaldessa de Solsona després de la renúncia del seu predecessor David Rodríguez.
A les eleccions municipals de 2023 va revalidar el càrrec.